# Automotrici SNCF RGP
Le automotrici RGP (acronimo di Rame à Grand Parcours o Relations à Grands Parcours; italiano: Convogli a lunga percorrenza o Relazioni a lunga percorrenza) sono una famiglia di autotreni della SNCF composti da una automotrice e da un rimorchio con cabina di guida, messi in servizio tra il 1954 e il 1960 per effettuare collegamenti rapidi e confortevoli su lunghe distanze viaggiando su linee non elettrificate.
Vennero costruite tre serie:
- RGP 2 bimotore con due motori Renault da 300 CV[1] siglata X 2700.
- RGP 1 monomotore con un motore MGO da 825 CV[1] siglata X 2720.
- RGP 1 monomotore con un motore MGO da 825 CV[1] siglata X 2770 (versione TEE)

## Caratteristiche
Automotrici di alta gamma al vertice della gamma delle automotrici prodotte dalla SNCF all'inizio degli anni cinquanta, le RGP si distinguevano, fin dall'aspetto, per l'eleganza della loro livrea. Macchine prestigiose, le RGP sono state oggetto di un notevole studio estetico in cui ogni dettaglio è stato preso in considerazione nel tentativo di raggiungere le vette della distinzione. Rispetto alle comuni automotrici, le RGP si distinguevano per la tonalità della loro verniciatura verde, pensata per vestirle unendo dinamismo e buon gusto.
Le "RGP" designano una famiglia di automotrici composta da tre serie, ciascuna delle quali presenta differenze significative. A livello meccanico, la prima serie di automotrici bimotore, equipaggiate con due motori diesel Renault da 300 CV accoppiati ad una trasmissione meccanica a quattro velocità con comandi elettropneumatici, ha poco in comune con le automotrici monomotore della seconda e terza serie, equipaggiate con motore diesel V12 MGO da 825 CV e trasmissione idromeccanica Mekydro. Le differenze riguardavano anche l'allestimento di ciascuna tipologia di veicoli che componevano la famiglia RGP: rimorchi parzialmente allestiti con classici scompartimenti di 1ª classe da 6 posti, automotrici RGP 1 e 2 da 4 posti affiancati separati da un corridoio centrale, oppure i lussuosi TEE versione che si distingueva per le 3 comode poltrone disposte su due file 2+1 con due terzi di navata. Le rimorchiate avevano la particolarità di permettere la coesistenza di una cabina di guida reversibile e di intercomunicante, grazie ad un sapiente disegno del pannello frontale la cui parte centrale aveva gli elementi sono facilmente rimovibili. Tele particolarità era stata inizialmente prevista, in fase di progettazione, anche sulle automotrici destinate al servizio TEE sul lato intercomunicante, essendo stata originariamente progettata una cabina affinché potessero viaggiare in solitaria.
Le livree variarono nel corso della loro carriera: originariamente verde chiaro e crema (che valse loro il soprannome di "lucertole verdi") arricchite da una fascia argentata, alcuni RGP 1 di prima classe beneficiarono subito di una livrea rosso e oro per i servizi TEE. A partire dagli anni settanta, le RGP 1 furono tutte riverniciate nei colori RTG.

## Storia
Alla fine della seconda guerra mondiale, i collegamenti ferroviari in Francia erano prevalentemente svolti da treni a vapore, e solo poche automotrici, costruite tra il 1934 e il 1941 e sopravvissute alla meglio al conflitto, fornivano il servizio collegamenti radiali o trasversali a lunga percorrenza. Mentre l'economia francese si sviluppava e gli imprenditori chiedevano nuovi servizi, la SNCF ha avviato lo studio di nuove attrezzature per le sue Relations Grands Parcours, sia radiali (Parigi/Clermont-Ferrand, Parigi/St-Étienne via St-Germain des Fossés, Parigi /Basilea, Parigi/Le Havre), sia trasversali (Lione/Bordeaux, Lione/Strasburgo) che internazionali (Basilea/Bruxelles). Per sostituire i treni leggeri a vapore, la SNCF ha sviluppato il concetto di un autotreno reversibile composto da un potente automotrice e da un rimorchio con cucina con la possibilità di accoppiarlo tramite comando multiplo con altri due o tre autotreni in modo da formare un treno fino a sei elementi. Destinati ai servizi di "fascia alta" all'epoca del sistema a tre classi, questi treni dovevano essere organizzati prevalentemente in 2ª classe, con pochi posti in 1ª, ma nessuno in 3ª classe. Non potendo dotarsi di un unico motore sufficientemente potente, le nuove RGP adottarono la formula bimotore, con due motori da 300 Cavalli. I rimorchi RGP erano completamente nuovi con venti rimorchi ferroviari, gli X da 2701 a 2720 consegnati tra aprile 1954 e gennaio 1955. Il 27 dicembre 1950 furono ordinate altre 20 RGP allo stesso costruttore, questa volta con un unico motore non ancora disponibile sul mercato perché ancora in fase di sviluppo: il futuro diesel V12 MGO da 825 cavalli. Una modifica dell'ordine ridusse a 18 esemplari, immatricolati da X 2721 a 2738. I numero delle RGP monomotore, ricevute tra marzo 1955 e febbraio 1956, seguiva quello delle 20 RGP bimotore. Le rimorchiate con cabina di guida che accompagnavano le 20 RGP bimotore da X 2701 a 2720 furono ordinate il 27 dicembre 1950. La loro costruzione fu affidata alla Brissoneau-et-Lotz di Creil. Queste rimorchiate però dovevano essere accoppiate sia con le RGP bimotore sia con le future RGP monomotore quindi in gestazione si decise di acquistare 40 rimorchiate, tutte capaci di una velocità di 140 km/h (le automotrici bimotore sono limitata a 124 km/h). Mentre originariamente alle 40 rimorchiate doveva essere applicato un unico schema di layout, furono prodotte tre sottoserie: le XR da 7701 a 7732, dotate di cucina; dall'XR 7751 al 7756, senza cucina; le XR 7771 e 7772, con disposizione TEE. Infatti, nella prospettiva delle relazioni Trans Europ Express, avviate nel 1953 dal presidente delle ferrovie olandesi Franciscus Querien den Hollander, due automotrici monomotore dell'ordine iniziale in fase di costruzione vennero convertite per il servizio TEE e immatricolate X 2771 e 2772. Il 13 luglio 1955 fu effettuato un secondo ordine di nove automotrici, immatricolate X 2773 fino a 2781, comprendenti anche altri sette rimorchiate con cucina (XR 7773 fino a 7779). Queste RGP monomotore hanno vestito i colori francesi all'interno del gruppo TEE, tasportando la clientela di fascia alta degli uomini d'affari. Il 3 giugno 1956 vennero inaugurati i servizi Parigi/Zurigo, Basilea/Bruxelles e dal 30 settembre 1956 il servizio Lione/Milano. Per l'occasione indossavano una nuova livrea che ha lasciato il segno: crema ai finestrini, rosso bordeaux sotto e sopra, fedele alla livrea imposta su questi nuovi servizi internazionali, con il monogramma TEE sulla facciata.
Le RGP bimotore vennero ritirate dal servizio nella prima metà degli anni ottanta. Si sono conservati tre convogli, due dei quali circolano ancora sulle ferrovie turistiche. Un quarto è stato trasformato dalla SNCF in un sistema di monitoraggio dei treni e vigila sulla sicurezza dei treni. Per quanto riguarda le RGP e le TEE monomotore, vennero sottoposte a un importante ammodernamento tra il 1985 e il 1992, che ne cambiò radicalmente l'estetica, ma anche l'allestimento interno svolgendo u'ulteriore carriera di circa vent'anni al TER, con la livrea che variava a seconda della divisione regionale TER che aveva preso in carico i convogli.

## Galleria d'immagini

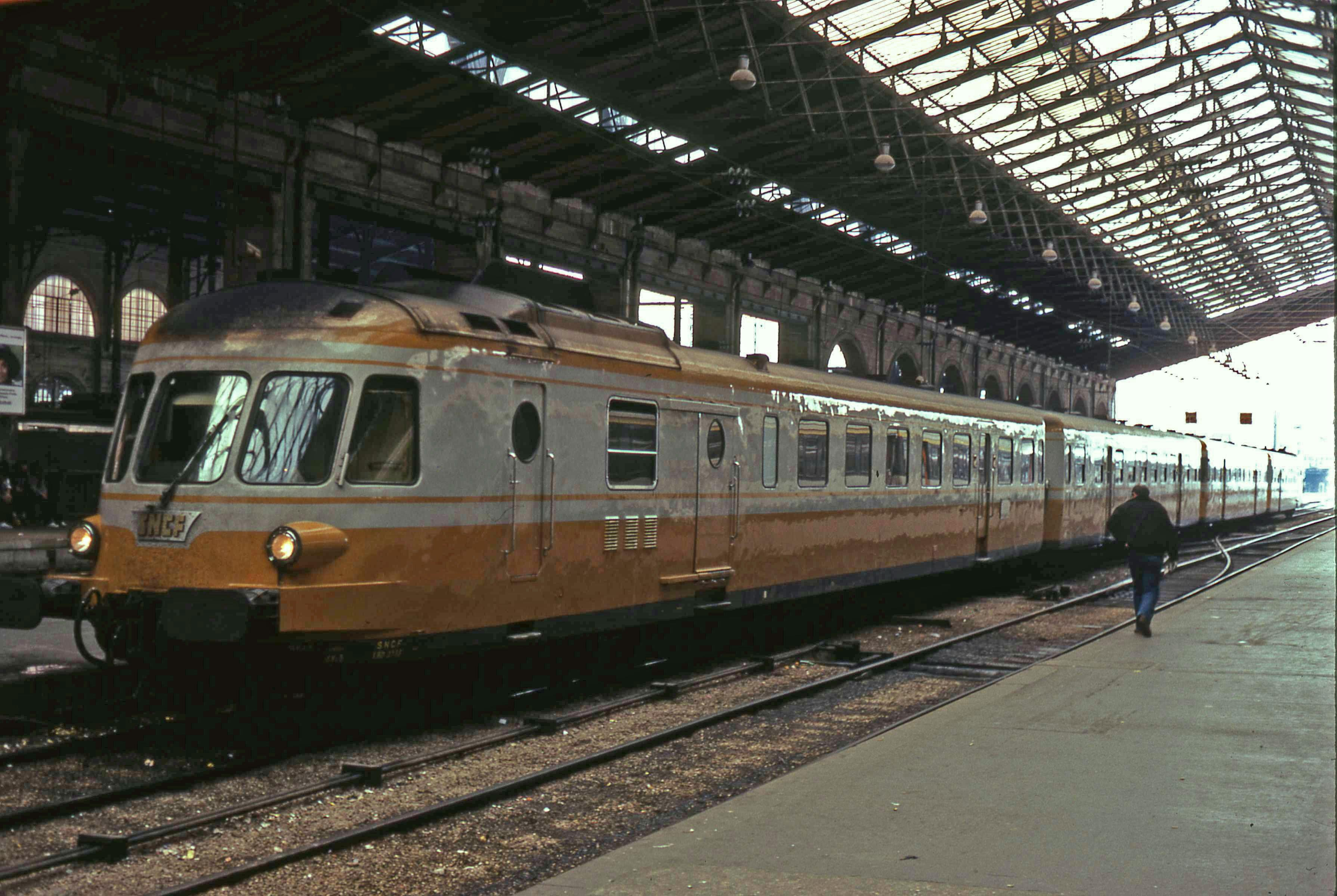
Rame X 2720 a Paris-Nord in livrea Turbotrain
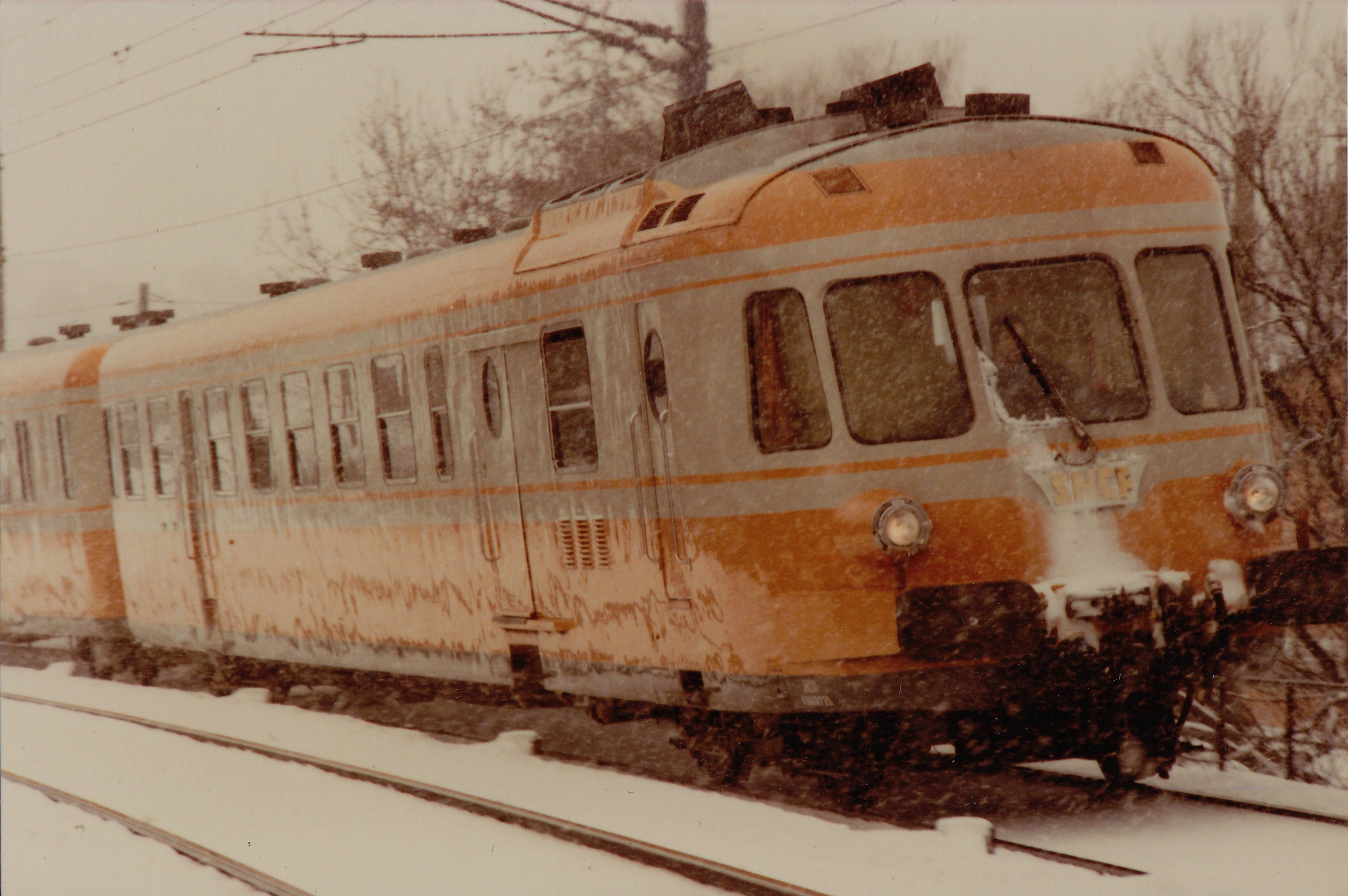
Rame X 2725 a Montbéliard
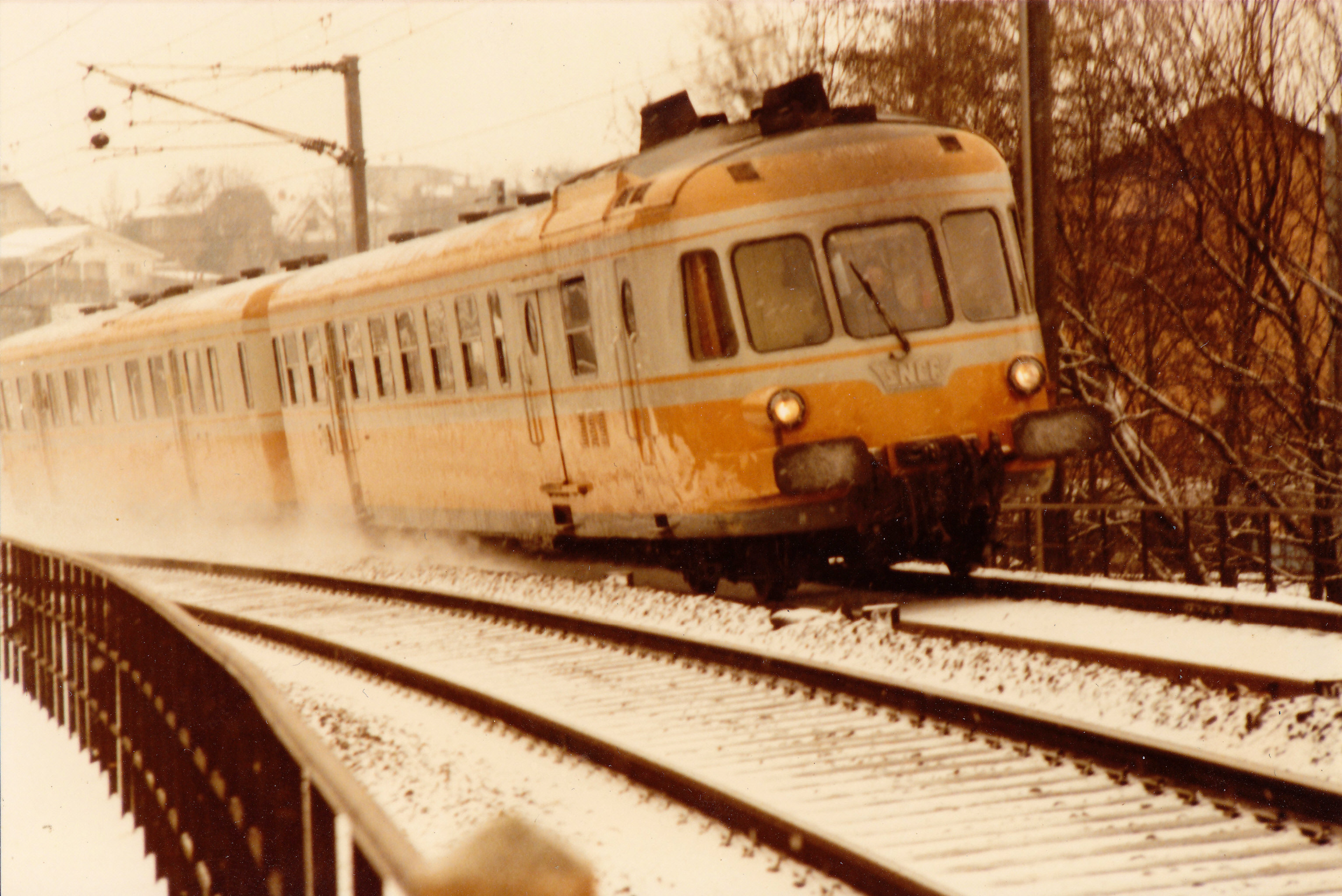
Rame X 2720 a Montbéliard